# Jan-Derek Sørensen
Pour les articles homonymes, voir Sørensen.
Jan-Derek Sørensen, né le 28 décembre 1971 à Oslo (Norvège), est un footballeur norvégien, qui évoluait au poste de milieu de terrain au Rosenborg BK et en équipe de Norvège.
Sørensen n'a marqué aucun but lors de ses vingt-et-une sélections avec l'équipe de Norvège entre 1999 et 2004. 

## Palmarès

### En équipe nationale
- 21 sélections et 0 but avec l'équipe de Norvège entre 1999 et 2004.

### Avec FK Lyn
- Finaliste de la Coupe de Norvège de football en 1994 et 2004.

### Avec Rosenborg BK
- Vainqueur du Championnat de Norvège de football en 1998, 1999 et 2000.
- Vainqueur de la Coupe de Norvège de football en 1999.

### Avec le Borussia Dortmund
- Vainqueur du Championnat d'Allemagne de football en 2002.
- Finaliste de la Coupe de l'UEFA, en 2002.